# Есенинская (остановочный пункт)
Есе́нинская (ранее — платформа 42 км) — остановочный пункт Рязанского направления Московской железной дороги в черте Раменского городского округа, на границе города Раменское и посёлка Кратово.
Открыт в 1930 году для дачников. В 2005 году реконструирован. Длительное время именовался «Платформа 42 км».
Имеется одна островная платформа, билетная касса, турникеты на платформе не установлены. Рядом с платформой расположены дачи членов дачного кооператива «Научные работники». За остановочным пунктом, ближе к Фабричной, расположен путепровод через железнодорожные пути, соединяющий города Жуковский и Раменское.
14 сентября 2020 года остановочный пункт был переименован в «Есенинскую» в честь поэта Сергея Есенина.